# Fosforilasi
La  fosforilasi (o glicogeno fosforilasi) è un enzima, appartenente alla classe delle transferasi, di fondamentale importanza che interviene nella demolizione del glicogeno. Infatti agisce distaccando una molecola di glucosio dall'estremità non riducente della catena di glicogeno. Questo meccanismo biochimico si verifica: A) nel fegato quando è necessaria la presenza di glucosio nel sangue (cioè quando è bassa la glicemia) - B) nel muscolo per aumentare la glicolisi. Reazione catalizzata:
(1,4-α-D-glicosil)n + fosfato = (1,4-α-D-glicosil)n-1 + α-D-glucosio 1-fosfato

## Caratteristiche del funzionamento
L'azione della Glicogeno fosforilasi è associata alla presenza di piridossal fosfato (PLP). La presenza del piridossal fosfato è di fondamentale importanza, agendo da acido favorisce l'entrata  dello ione fosfato sul C anomerico dell'ultimo glucosio e l'uscita della catena del gilcogeno accorciata  liberando glucosio-1-fosfato, il quale, poi, potrà essere convertito in glucosio-6-fosfato dalla fosfoglucomutasi.

### Attivazione dell'enzima e regolazione
L'attività della glicogeno fosforilasi è regolata sia allostericamente sia covalentemente. Nella regolazione allosterica intervengono: ioni calcio, AMP (attivatori); ATP (inibitore). Nella regolazione covalente, interviene la fosforilazione della glicogeno fosforilasi b, e quindi la sua attivazione in glicogeno fosforilasi a, mentre la defosforilazione comporta la sua inattivazione, tale equilibrio è regolato covalentemente dall'enzima ormone-dipendente glicogeno fosforilasi chinasi .
Il glucagone e l'insulina, sono gli ormoni principali che controllano la glicemia ematica.
Il glucagone è detto ormone iperglicemizzante (aumenta la concentrazione di glucosio nel sangue), mentre l'insulina è l'unico ormone ipoglicemizzante (abbassa la concentrazione di glucosio nel sangue). L'azione di questi due ormoni, consente di mantenere costante la concentrazione di glucosio nel sangue. Logicamente, entrambi gli ormoni non possono lavorare contemporaneamente, perché gli eventi biochimici che consentono l'attivazione degli enzimi sono opposti. Infatti la glicogeno fosforilasi comporta la demolizione del glicogeno, invece, l'azione della glicogeno sintasi, comporta la formazione del glicogeno.
Affinché venga attivata la glicogeno fosforilasi, viene fosforilata una proteina chiamata Fosforilasi-b-chinasi, la quale trasporta un gruppo fosfato sull'enzima, che dalla forma inattiva (fosforilasi b, cioè i suoi residui di serina sono defosforilati) lo trasforma nella forma attiva (fosforilasi a, cioè i suoi residui di serina sono fosforilati). Invece, la defosforilazione e quindi l'inattivazione della glicogeno fosforilasi, sono determinate dalla proteina fosfatasi 1 (PP1), la quale rimuove i gruppi fosforici dai due residui di serina della fosforilasi a, convertendola nella forma meno attiva, fosforilasi b. L'attivazione della proteina fosfatasi 1 si verifica nel momento in cui è necessaria la riduzione della concentrazione ematica di glucosio.
Il glucagone, contemporaneamente a quest'evento, comporta una riduzione della concentrazione di fruttosio 2,6-bifosfato, il quale è un attivatore allosterico dell'enzima della glicolisi la fosfofruttochinasi 1, la cui inibizione comporta una riduzione dell'attività della glicolisi, cioè quel processo biochimico che porta alla demolizione del glucosio in due molecole di Piruvato, il quale, a sua volta, potrà subire un processo di demolizione aerobia (ossidazione: ciclo di Krebs e catena di trasporto degli elettroni, con formazione finale di ATP) o anaerobica (fermentazione).
Contemporaneamente alla attivazione per fosforilazione della glicogeno fosforilasi, avviene l'inibizione per fosforilazione della glicogeno sintasi, il quale è un enzima che serve per la formazione del glicogeno.
Chiaramente, il processo biochimico inverso (governato dall'insulina), comporterà l'inibizione della glicogeno fosforilasi (defosforilazione dei residui di serina e ritorno nella forma inattiva: glicogeno fosforilasi b), per cui cesserà la sintesi del glicogeno ed inizierà il processo di demolizione del glicogeno, con il quale vengono rotte le catene di glicogeno a formare glucosio che entrerà nel processo di glicolisi.